# Działoszyn
Działoszyn (deutsch Dzialoszyn, 1943–1945 Dilltal) ist eine Stadt im Powiat Pajęczański der Woiwodschaft Łódź in Polen. Sie ist Sitz der gleichnamigen Stadt-und-Land-Gemeinde mit 12.346 Einwohnern (Stand 31. Dezember 2020).

## Geschichte
Die erste urkundliche Erwähnung einer Siedlung an der Stelle des heutigen Działoszyn stammt aus dem Jahre 1411.
Ein Jahr später erfolgte die Vergabe des Stadtrechts nach Magdeburger Recht. 1502 erteilte Alexander der Jagiellone dem Ort das Recht auf zwei Jahrmärkte und einen Wochenmarkt an jedem Mittwoch. Politisch gehörte der Ort zum Weluner Land, ab dem frühen 15. Jahrhundert in der Woiwodschaft Sieradz im Königreich Polen (ab 1569 in der Adelsrepublik Polen-Litauen). In der Zeit der Reformation war die Pfarrkirche in kalvinistischen Händen.
Während des Schwedisch-Polnischen Kriegs wurde der Ort 1655 durch General Burchard Muller zerstört. Eine Synagoge wurde 1760 errichtet. Während der Zweiten Teilung Polens wurde der Ort 1793 in Preußen eingegliedert. Am 2. Oktober 1803 zerstörte ein großes Feuer fast die gesamte Stadt.
Mit der Bildung des Herzogtums Warschau wurde der Ort 1807 diesem zugeteilt und war ab 1815 Teil Kongresspolens.
1870 wurde eine Reform des Stadtrechts auf polnischem Boden durch Zar Alexander II. durchgeführt, bei der die Zahl der Städte von 452 auf 114 reduziert wurde. Zu den Städten, die ihr Stadtrecht verloren, gehörte auch Działoszyn. Zwei Jahre später brannten am 29. Juli bei einem Brand 186 Häuser ab. Während des Ersten Weltkrieges fand sich die Stadt mehrmals im umkämpften Frontgebiet, wobei sich die Frontlinie mal westlich, mal östlich der Stadt verschob. Nach Ende des Krieges wurde die Stadt Teil der Zweiten Republik Polens.
Der Anschluss an das Schienennetz erfolgte 1930.
Der Ausbruch des Zweiten Weltkrieges brachte bereits am 1. September 1939 Bombardierungen durch die Luftwaffe der Wehrmacht. Am folgenden Tag gab es in der Gegend eine Schlacht deutscher gegen polnische Truppen. Am 3. September wurde der Ort von der deutschen Wehrmacht besetzt. Bis 1945 war Dilltal dem Landkreis Welun im Reichsgau Wartheland zugeordnet.
Mit dem Ende des Zweiten Weltkrieges wurde der Ort ab 1945 wieder aufgebaut. Der Bau eines Zementwerkes zwischen 1961 und 1964 sorgte für das Wachstum des Ortes. Daher erhielt der Ort mit Wirkung zum 1. Januar 1994 wieder das Stadtrecht.

### Einwohnerentwicklung
1673 lebten die 479 Einwohner des Ortes in 50 Häusern. Im Rahmen der Eingliederung in Preußen stieg im gesamten Gebiet die Einwohnerzahlen an. Działoszyn hatte dabei 1793 1294 Einwohner, Łódź hatte damals gerade mal 191. In der Stadt gab es 142 Häuser, 16 davon gemauert, 126 hölzern. 1810 lebten schon 4500 Menschen in der Stadt. 1825 lebten in nun 259 Häusern 1980 Menschen. 1870, im Jahr des Verlustes des Stadtrechts, gab es in Działoszyn 4500 Einwohner, die 386 Häuser bewohnten. 1931 lebten 4498 Menschen in 533 Häusern.

## Sehenswürdigkeiten

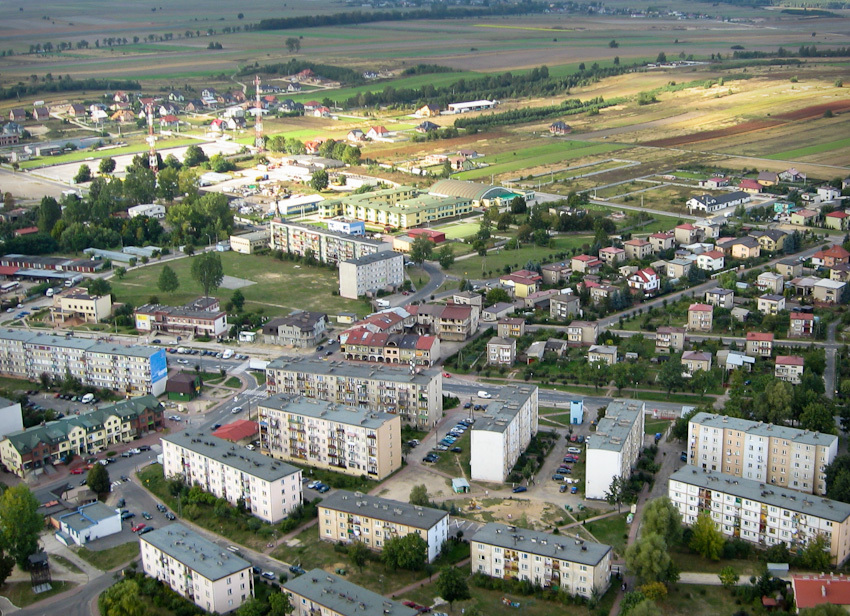
Vogelperspektive

- Palast der Spätrenaissance
- Pfarrkirche von 1787

## Gemeinde
Zur Stadt-und-Land-Gemeinde (gmina miejsko-wiejska) Działoszyn gehören die Stadt selbst und 15 Dörfer mit Schulzenämtern.

## Verkehr
Der Dienstbahnhof Działoszyn liegt an der Bahnstrecke Chorzów–Tczew.

## Tochter der Stadt
- Irena Jurgielewiczowa (1903–2003), Kinder- und Jugendbuchautorin.